# Dublin City FC
El Dublín City F.C. va ser un club de futbol irlandès de la ciutat de Dublín.

## Història
L'equip prové del Home Farm F.C., un club de futbol amb gran tradició en categories inferiors, i que jugà, el seu equip sènior, la lliga irlandesa entre els 70 i els 90. Era el club representatiu de l'àrea nord de Dublín i als noranta s'anomenà Home Farm Everton i Home Farm Fingal. L'any 2001 el propietari del club decidí canviar-li el nom i esdevingué Dublín City FC.
Ascendí dos cops a la premier division. No disposava de terreny propi jugant a camps com Tolka Park, Dalymount Park, Morton Stadium, Richmond Park i Whitehall Stadium. El club patí problemes econòmics i el 19 de juliol de 2006 abandonà la lliga irlandesa.

## Palmarès
- First Division: 1
  - 2003

## Jugadors destacats
- Gary O'Neill
- Killian Brennan
- Efan Ekoku
- Carlton Palmer
- Tony Sheridan
- Aidan Lynch